# Ich denk an dich (Pur-Lied)
Ich denk an dich ist ein Song der Pop-Band Pur. Er wurde am 4. August 2003 beim Label Universal Music Group veröffentlicht und von Hartmut Engler und Ingo Reidl geschrieben. Er ist auf dem Pur-Album Was ist passiert? enthalten.

## Entstehung und Veröffentlichung
Die Songs für das neue Album Was ist passiert? waren bereits geschrieben, da hatte Hartmut Engler die Idee für einen weiteren Text, eine Liebeserklärung. Er fragte Ingo Reidl, ob dieser noch eine passende Komposition dafür habe. Dieser schrieb eine klassisch anmutende Pianoballade mit Violinbegleitung.
Die Maxi-Single enthielt zudem noch Bitte lieber Gott (Single Edit), Walzer für dich (Ohne Worte) und Hier bin ich aus dem Soundtrack zu Spirit – Der wilde Mustang. Zudem erschien eine DVD-Single mit Bonusmaterial, das die Album-Entstehung und die DVD-Aufzeichnung in Duisburg dokumentiert.

## Chartplatzierungen
Der Song erreichte Platz eins in Deutschland und war damit die bisher einzige Nummer-eins-Single der Band. In der Schweiz erreichte er Platz 63.
| ChartsChartplatzierungen | Höchstplatzierung | Wochen |
| ------------------------ | ----------------- | ------ |
| Deutschland (GfK)        | 1 (9 Wo.)         | 9      |
| Schweiz (IFPI)           | 63 (3 Wo.)        | 3      |